# 2AM Club
Der 2AM Club ist eine US-amerikanische Soulpopband aus Los Angeles.

## Biografie
Die sechs Musiker von 2AM Club schlossen sich 2007 in Hollywood zusammen. Sie nahmen mit Jerry Harrison von den Talking Heads ein Demo auf. Daraufhin wurden sie für einige Zeit für den Club The Derby (Los Feliz Brown Derby) in LA engagiert. Dies führte bereits im folgenden Jahr zu einem Plattenvertrag mit RCA.
Zwei Jahre brauchte die Band, bis sie ihr Debütalbum fertiggestellt hatte. What Did You Think Was Going to Happen? erschien im September 2010, es erreichte Platz 4 der US-Heatseeker-Charts und schaffte es auch in die offiziellen Albumverkaufscharts.

## Diskografie
Alben
- What Did You Think Was Going to Happen? (2010)

Mixtapes
- Moon Tower (2013)

Lieder
- Worry About You (2010)
- Let Me Down Easy (2010)